# Séisme de 1812 au Venezuela

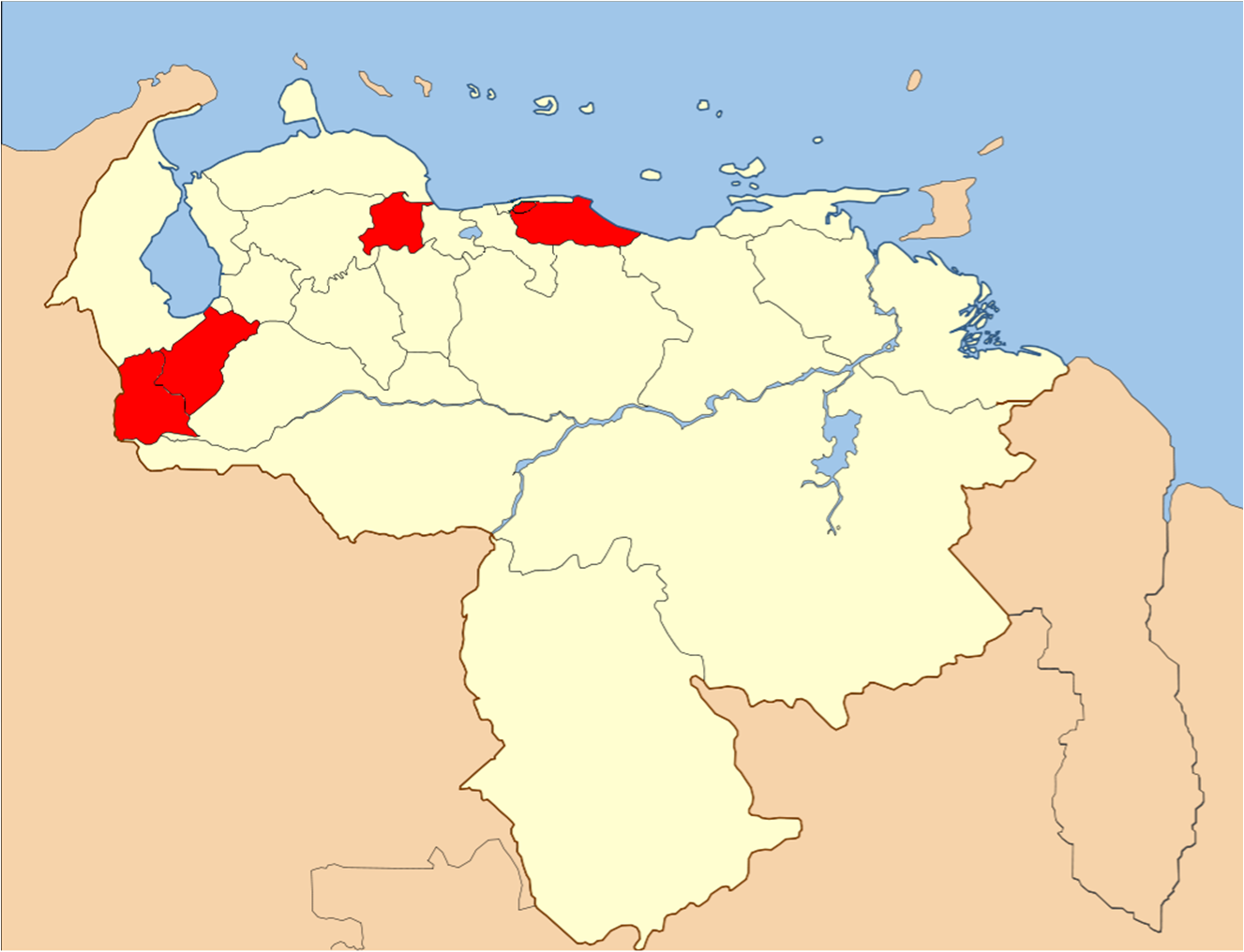
Zones les plus affectées par le séisme.

Le séisme de 1812 au Venezuela a eu lieu le Jeudi saint 26 mars 1812 à 16 h 37. Il a atteint une magnitude de 7,7 sur l'échelle de Richter. Il a causé d'importants dégâts à Caracas, La Guaira, Barquisimeto, San Felipe et Mérida. On estime qu'il a tué entre 15 et 20 000 personnes et causé des dommages incalculables.
Les mouvements ont été si importants que dans la région de Valecillo la rivière Yurubí a été obstruée, créant un nouveau lac. De nombreux cours d'eau ont vu leur lit modifié dans la vallée de Caracas, parcourue de torrents de boue[réf. souhaitée].
Selon des descriptions d'époque, le tremblement de terre aurait consisté en deux chocs sismiques en une demi-heure. Le premier a détruit Caracas et le deuxième Mérida, où il pleuvait au moment où il s'est produit.

## Réactions
Les destructions étaient si importantes à Caracas que la Gazeta de Caracas a suggéré de fonder une nouvelle capitale dans « …la belle […] Catia où l'on peut respirer un air pur… ».
Le séisme a eu lieu le Jeudi saint, en pleine guerre d'indépendance, et les autorités royalistes l'ont expliqué comme la punition divine de la révolte contre la couronne d'Espagne. L'archevêque de Caracas Narciso Coll y Prat a parlé de l'événement comme du « tremblement de terre terrifiant mais bien mérité » qui « confirme à notre époque les prophéties révélées par Dieu aux hommes au sujet des anciennes cités arrogantes et impies : Babylone, Jérusalem et la Tour de Babel ».
La première aide reçue par le Venezuela est venue des États-Unis, « lorsque le Congrès réuni à Washington a décidé unanimement l'envoi sur les côtes du Venezuela de cinq navires chargés de farine à distribuer parmi les plus nécessiteux de ses habitants ».